# 伊藤家住宅 (名古屋市)
伊藤家住宅（いとうけじゅうたく）は、愛知県名古屋市西区那古野一丁目にある邸宅。

## 説明
伊藤家は清洲越しにより四間道に移住した商家である。江戸時代には尾張藩の御用商人を務め、堀川の水運を利用して家業を営んだ。「四間道町並み保存地区」にあり、主屋と表蔵は大船町通りに面しているが、その他の蔵は四間道に面している。1987年（昭和62年）には愛知県指定有形文化財に指定された。また、2018年（平成30年）7月9日には名古屋市景観重要建造物に指定されている。

## 建物
- 本家
  - 享保7年（1722年）頃竣工[1]。享保9年（1724年）の大火後の可能性がある[1]。

- 新座敷
  - 延享3年（1746年）以後竣工[1]。

- 南座敷
  - 天明2年（1782年）頃竣工[1]。

- 西倉
- 新土蔵
- 細工倉